# Fotboll i Göteborg

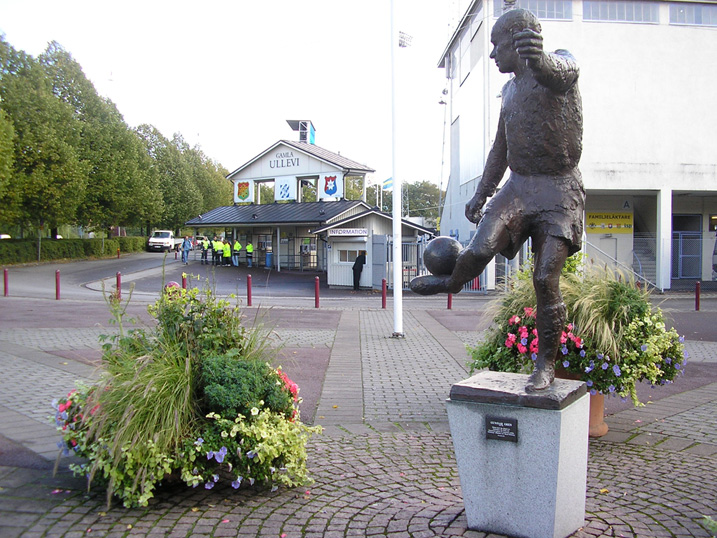
Gunnar Grens staty utanför Gamla Ullevi.

Fotboll i Göteborg har spelats sedan slutet av 1800-talet. Bland de mest framgångsrika och populära klubbarna i staden märks IFK Göteborg, Örgryte IS, Gais och på senare år BK Häcken. Även Västra Frölunda IF, Redbergslids IK (1930/1931) och Gårda BK (1935/1936–1942/1943) har spelat i fotbollsallsvenskan. På damsidan har västsvenska lag som Öxabäcks IF och Jitex BK i perioder dominerat, och bland de rena Göteborgslagen har Gais och BK Häcken FF (tidigare Kopparbergs/Göteborg FC) nått framgångar.
Göteborg har på grund av sitt läge haft goda förbindelser med sportens hemland, England, och kom därigenom tidigt att spela en stor roll i det moderna idrottslivet i Sverige.

## Historik

### De första åren
Fotboll efter engelskt mönster utövades i Göteborg först av Göteborgs Bollklubb, som grundades år 1875. Det fotbollsspel som bedrevs under de första åren utgjorde ett mellanting av associationsfotboll och rugby, med oval boll, och det var först i slutet på 1890-talet som den moderna formen av fotboll började tillämpas, dock givetvis efter mer primitiva regler än nu, bland annat kände man inte så noga till offsideregeln.

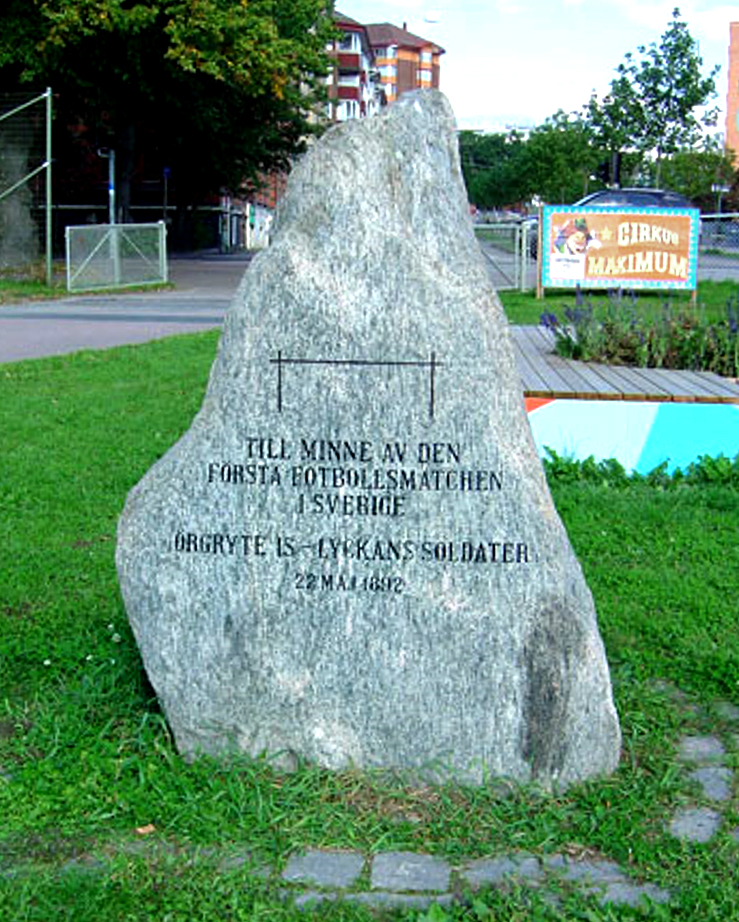
Minnessten på Heden till minne av den första fotbollsmatchen mellan två svenska lag, den 22 maj 1892.

I början på 1890-talet gick några i Göteborg boende skottar med i Örgryte IS, och därigenom fick föreningen ett ovanligt starkt lag. Till stor del tack vare dessa skottar uppnådde fotbollen i Göteborg snabbt hög kvalitet. En annan tidig fotbollspionjär var konsul Ernst Roberg, som 1892 medförde fotbollsregler från England, som han översatte och delgav medlemmarna i IS Lyckans Soldater, vilka började använda dessa regler i stället för de ofullständiga regler som man tidigare haft i Göteborg. De första mer ordnade matcherna hölls mellan Örgryte, Lyckans Soldater och Chalmers Bollklubb, och den allra första matchen mellan två svenska lag anordnades på Exercisheden den 22 maj 1892 mellan Örgryte och Lyckans Soldater. År 1894 spelades de första nationella och internationella fotbollsmatcherna i Göteborg mellan Akademisk Boldklub från Köpenhamn, Malmö Velocipedklubbs Bollklubb och Örgryte IS i samband med den stora gymnastik- och idrottsfesten detta år.
Lyckans Soldater och Chalmers slutade snart att delta i fotbollstävlingarna och efterträddes av Sällskapet Idrottens Vänner och Göteborgs Atlet- och Idrottssällskap (Gais). År 1896 hölls den första turneringen om svenska mästerskapet, anordnad av Svenska Idrottsförbundet i Helsingborg. Endast de två Göteborgslagen Örgryte IS och Idrottens Vänner deltog, och Örgryte segrade och blev därmed de första svenska mästarna i fotboll. År 1897 spelades den första matchen mellan Stockholms- och Göteborgslag i samband med Idrottsförbundets mästerskapstävlingar i Stockholm.
Under hela 1890-talet var det svårt att vinna allmänhetens intresse för fotbollsspelet. Förutom idrottsklubbarna försökte även Göteborgs Velocipedklubb genom uppställande av pris och anordnande av fotbollsmatcher i samband med cykeltävlingar att höja intresset för idrotten. Cykeltävlingarna drog då avsevärt fler åskådare än andra idrottstävlingar, och det hände att åskådarna, då fotboll avslutade programmet för en cykeltävling, lämnade tävlingsplatsen, varpå fotbollsspelarna fick tävla utan publik. År 1897 ansågs det till och med behövligt att bilda en konkurrentklubb till Örgryte IS "för att hindra fotbollsspelet att dö ut", som det ganska betecknande uppgavs.
1911 slog ett övervägande av Göteborgsspelare bestående svenskt lag årets engelska cupvinnare, Bradford City. Det var första gången ett engelskt professionellt fotbollslag besegrades i Sverige. Redan 1909 hade Örgryte slagit det engelska amatörlaget Quinton i två matcher i Göteborg.

### Tidiga storklubbar

Örgryte IS fotbollslag på Balders Hage omkring 1900.

Örgryte IS dominerade den svenska fotbollen fram till omkring 1910, och tog hem svenska mästerskapet 1896–1899, 1902, 1904–1907, 1909 och 1913. SM-finalen 1897 spelades mellan Öis A- och B-lag. Klubben var dessutom finalist i SM 1900, 1901, 1912 och 1915, och vann svenska serien 1910, 1911/1912, 1920/1921 och 1923/1924. Sedan den moderna allsvenskan startat segrade man även 1925/1926 och 1927/1928. 1940 degraderades klubben till division II.
IFK Göteborg bildades 1904 genom en sammanslagning av Annedals Sportklubb och Idrottssällskapet Kamraterna, och hade redan från början huvudsakligen fotboll och friidrott på programmet. De vann svenska mästerskapet i fotboll 1908, 1910, 1918 och 1935, och erövrade svenska serien varje år mellan 1912/1913 och 1916/1917. Allsvenskan vann man för första gången först 1934/1935.
Gais bildades 1894, tog upp fotboll 1897, och blev från omkring 1910 en renodlad fotbollsklubb. Man vann svenska mästerskapet 1919 och 1922, svenska serien 1922/1923 samt allsvenskan 1924/1925, 1926/1927 och 1930/1931. 1938 åkte man för första gången ur allsvenskan.
Bland övriga Göteborgsföreningar som nådde framgångar under fotbollens första decennier märks Göteborgs FF (SM-final 1899 och 1903) och Göteborgs IF (SM-guld 1903).

### Allsvenskan

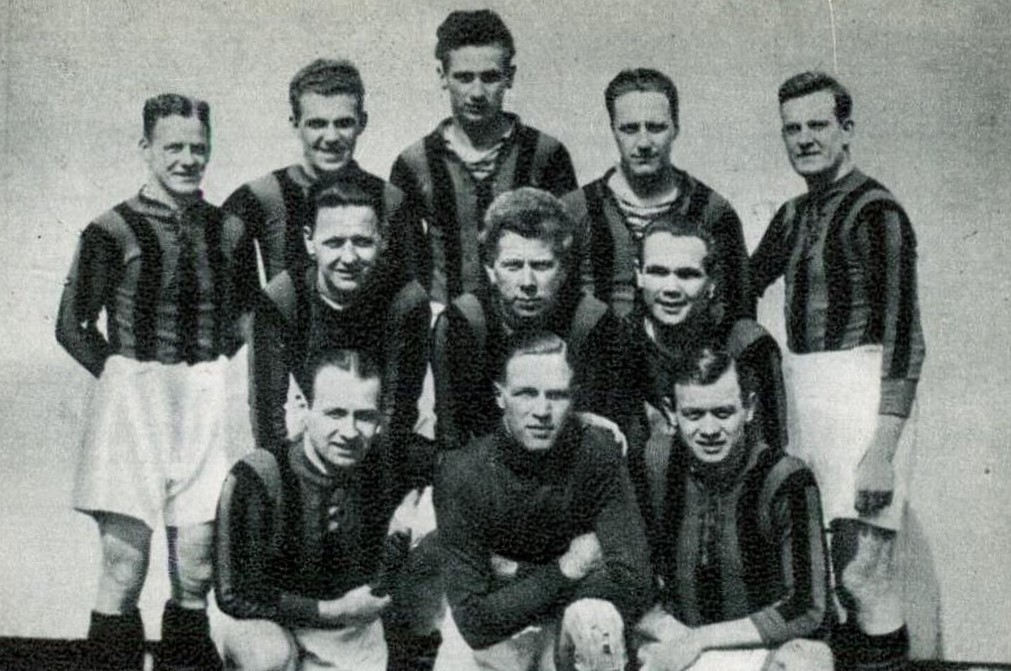
Gais årgång 1930/1931, som tog hem Allsvenskan. Övre raden från vänster: Ragnar Gustafsson, Rune Wenzel, John Nilsson, Allan Mattiasson, Alf Hjelm. Mellersta raden: Gustaf Gustafsson, Nils Andreasson, Helge Liljebjörn. Nedre raden: Herbert Lundgren, Olle Bengtsson, Gunnar Zacharoff.

Allsvenskan i fotboll grundades 1924, och den första säsongen, 1924/1925, var de tre allianslagen i topp – Gais vann före IFK på andra plats och Öis på tredje. Det skulle dröja till säsongen 1928/1929 innan ett icke-Göteborgslag, nämligen Hälsingborgs IF, stod som slutsegrare av Allsvenskan. Den totala Göteborgsdominansen i svensk fotboll var därmed bruten och skulle aldrig återkomma.
Gais vann under de tidiga allsvenska åren serien ytterligare två gånger, 1926/1927 och 1930/1931, medan Örgryte tog hem serien 1925/1926 och 1927/1928. Det dröjde emellertid ända till 1934/1935 innan IFK Göteborg tog sin första allsvenska seger. IFK upprepade denna bedrift 1941/1942, men därefter lyckades inget Göteborgslag vinna Allsvenskan förrän säsongen 1953/1954, då Gais, med stjärnor som bröderna Karl-Alfred och Sanny Jacobsson, tog hem SM-guldet.
Säsongen 1930/1931 spelade Redbergslids IK sin första och enda säsong i Allsvenskan, och 1935–1943 utmanade Gårda BK på allvar alliansklubbarna.

#### IFK-dominans

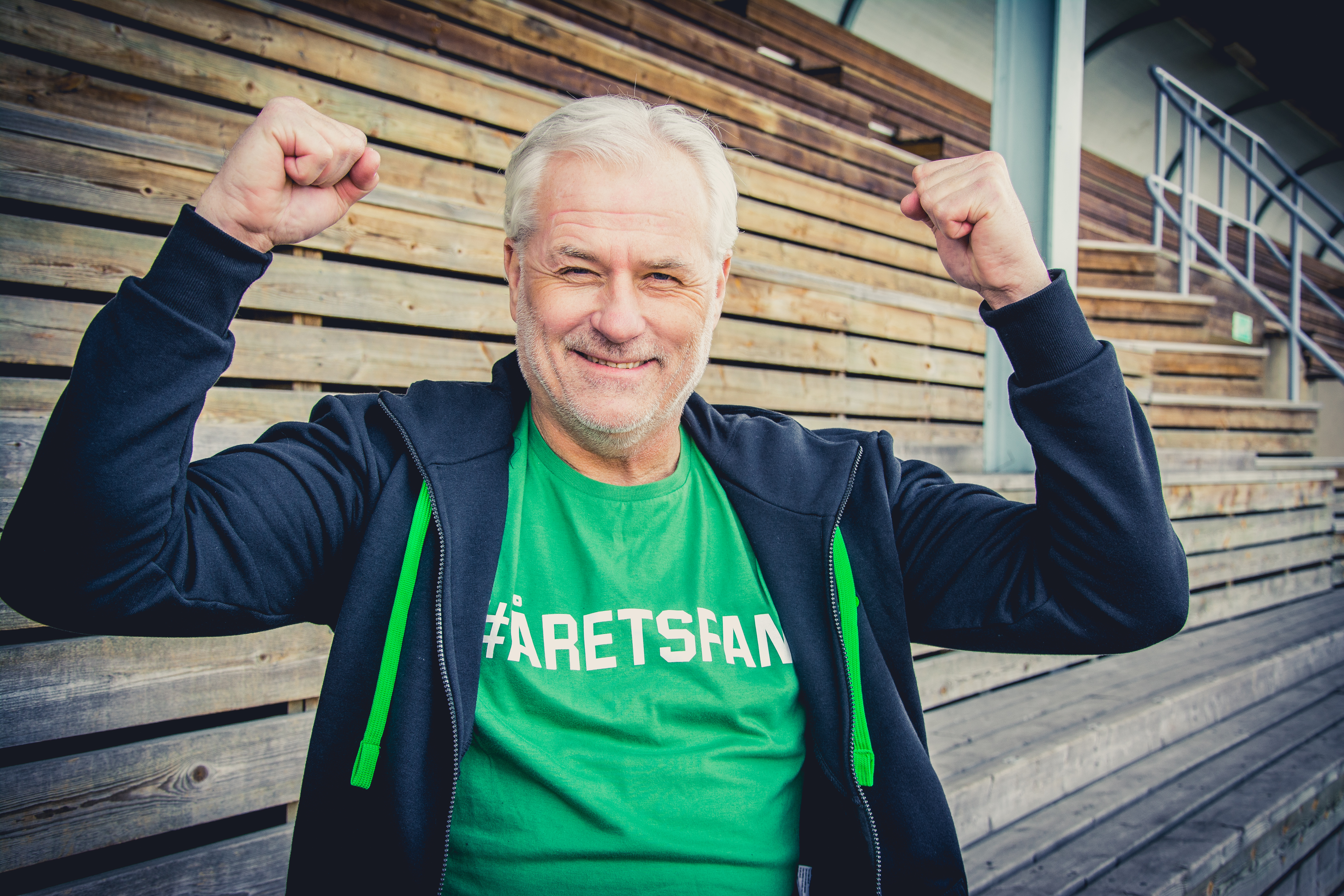
Glenn Hysén, 2015.

IFK Göteborg vann Allsvenskan 1957/1958 och 1969, men därefter skulle det dröja till 1980-talet innan IFK seglade upp som ett riktigt topplag i både Sverige och Europa – klubben blev svenska mästare 1982–1984, 1987, 1990–1991 och 1993–1996, och vann dessutom Uefacupen både 1981/1982 och 1986/1987.
Bland de främsta spelarna i IFK under 1980-talet märks Torbjörn Nilsson, Thomas Wernerson, Glenn Hysén, Glenn Strömberg, Johnny Ekström, Roland Nilsson och Stefan Pettersson. På 1990-talet hade man landslagsspelarna Håkan Mild, Thomas Ravelli, Magnus Erlingmark, Jesper Blomqvist, Teddy Lučić, Pontus Kåmark och Joachim Björklund i truppen, som alla var med i Sveriges VM-trupp som tog brons 1994.

#### BK Häckens uppgång
Örgryte IS stack upp och vann ett SM-guld 1985, men annars var det inget lag som bröt IFK:s dominans i staden – klubben tog även hem SM-guldet 2007 – innan BK Häcken blev svenska mästare för första gången 2022. Häcken, som sedan 1975 driver den stora ungdomsturneringen Gothia Cup, gick för första gången upp i Allsvenskan 1983. Man åkte dock ur omgående, och det dröjde sedan tio år innan man återigen spelade i Allsvenskan 1993, där man slutade sexa, och 1994, där man åkte ur. Klubben återvände till Allsvenskan 1998, men åkte ur direkt. Klubben har sedan spelat i Allsvenskan 2000–2001, 2005–2006, och därefter sedan 2009. Utöver SM-guldet 2022 har klubben vunnit svenska cupen 2016, 2019 och 2023.

#### Öis, Gais och Västra Frölunda

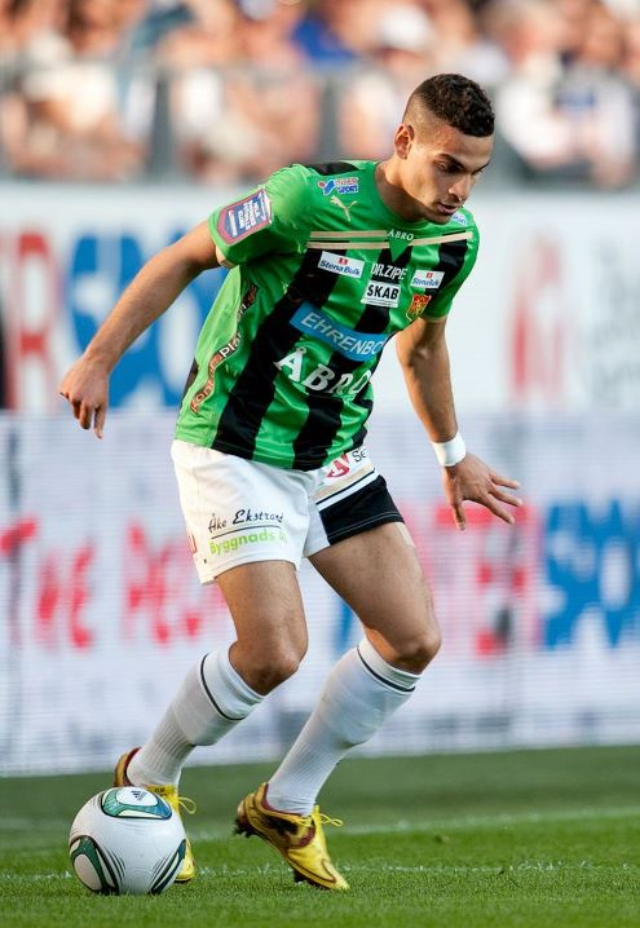
Mervan Celik i Gais, 2011.

Samtidigt som Häcken seglat upp som ett topplag i Allsvenskan har de gamla klassiska Göteborgslagen Gais och Örgryte blandat och gett: Örgryte vann SM-guld 1985 men har sedan dess åkt berg-och-dalbana genom divisionerna; efter flera upp- och nedflyttningar på 1990- och 2000-talet, med stjärnor som Marcus Allbäck, Jeffrey Aubynn, Ailton Almeida och Afonso Alves, och två SM-medaljer under tränaren Erik Hamrén (tredjeplats 2002, lilla silvret; fjärdeplats 2003, brons), gick klubben i konkurs 2011, och den nybildade klubben Örgryte IS FF fick börja om i division I.
Gais var i början på 1980-talet nere i division III, men fick ett uppsving under tränaren Bo Falk och gick med spelare som Samir Bakaou, Sören Järelöv och Magnus Gustafsson upp i Allsvenskan 1988, och tog året därpå Allsvenskans lilla silver. Klubben åkte ur Allsvenskan 1992, och har sedan dess, likt Örgryte, pendlat mellan divisionerna, med en femteplats i Allsvenskan 2011 som höjdpunkt. Bland klubbens främsta spelare de senaste 20 åren märks Wanderson Do Carmo och Mervan Celik.
I slutet av 1980-talet klev Västra Frölunda IF fram som en ny utmanare i Göteborgsfotbollen. Efter att ha vunnit division II södra 1986 gjorde föreningen debut i Allsvenskan 1987, och höll sig kvar tills man åkte ur Allsvenskan 1989. Klubben spelade sedan åter i Allsvenskan 1992–1995, med skyttekungen Niklas Skoog (1995) och 1998–2000, då man slutade sist och åkte ur. Sedan dess har klubben hållit till i lägre divisioner.

## Damfotboll

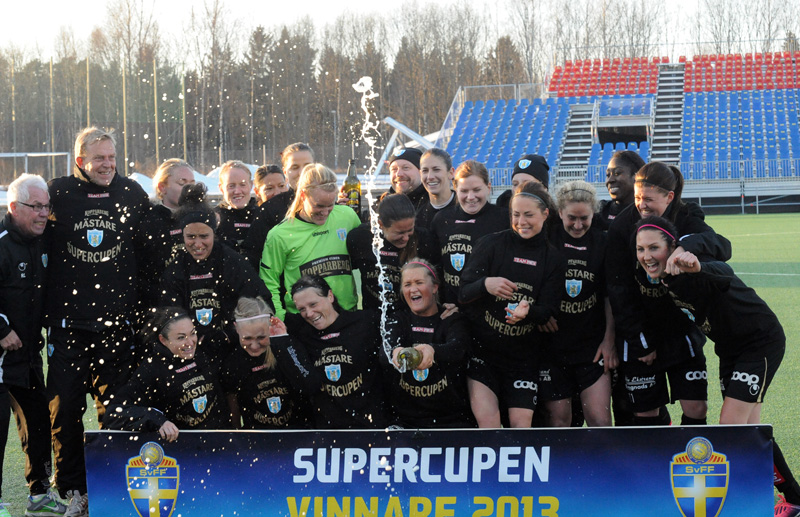
Kopparberg/Göteborg FC firar segern i Supercupen 2013.

På damsidan dominerade under 1970- och 1980-talen västsvenska lag som Öxabäcks IF (från Marks kommun) och Jitex BK (från Mölndal) i svensk fotboll. Det första riktiga Göteborgslaget som gjorde avtryck i högsta serien var emellertid Gais, som hade bildat en damsektion redan 1971 och nådde viss framgång på 1980-talet, då man 1985 gick till både SM-final och final i svenska cupen, men förlorade båda. Gais spelade även i damallsvenskan från starten 1988 till 1992, då klubben gick samman med Jitex och bildade Jitex BK/JG93.
1996 gjorde Landvetter IF debut i Allsvenskan. Klubben blev senare Kopparbergs/Landvetter IF, och flyttade 2004 till Göteborg, då man återigen bytte namn till Kopparbergs/Göteborg FC. År 2020 vann man för första gången Damallsvenskan. I december samma år meddelade dock klubben att en nedläggning var förestående, då man inte hade ekonomiska förutsättningar att fortsätta, men i januari 2021 kommunicerades att föreningen skulle leva vidare genom att BK Häcken övertog den, nu under namnet BK Häcken FF. Häckens tidigare damlag fortsatte i division II, vilket innebär att Häcken sedan dess har två lag i seriesystemet.

## Fotbollsanläggningar

Valhalla idrottsplats på 1910-talet.

1908 anlades Valhalla IP (riven 1921 för att ge plats åt jubileumsutställningen 1923), och 1916 tillkom (Gamla) Ullevi (riven 2007). I samband med jubileumsutställningen 1923 stod även Slottsskogsvallen klar.
Inför VM 1958 i Sverige invigdes anläggningen Nya Ullevi. Den 9 januari 2007 påbörjades rivningen av Gamla Ullevi, till förmån för "Nya" Gamla Ullevi. 1964 invigdes nya Valhalla IP.
BK Häcken spelade tidigare på Rambergsvallen (1935–2014), men spelar nu på Bravida Arena, som byggdes 2014–2015. I Västra Frölunda ligger Ruddalens IP, som är hemmaplan för Västra Frölunda IF, Utsiktens BK, Assyriska BK, Slottsskogen/Godhems IF och Kaverös BK.